# Єзьорко (Браневський повіт)
Єзьорко (пол. Jeziorko, нім. Seefeld) — село в Польщі, у гміні Пененжно Браневського повіту Вармінсько-Мазурського воєводства.
Населення — 39 осіб (2011).
У 1975-1998 роках село належало до Ельблонзького воєводства.

## Демографія
Демографічна структура станом на 31 березня 2011 року:
|          | Загалом | Допрацездатний вік | Працездатний вік | Постпрацездатний вік |
| -------- | ------- | ------------------ | ---------------- | -------------------- |
| Чоловіки | 19      | 4                  | 11               | 4                    |
| Жінки    | 20      | 2                  | 10               | 8                    |
| Разом    | 39      | 6                  | 21               | 12                   |